# James A. Eaton
James Alexander Eaton (* 5. Januar 1982 in Derby, Derbyshire) ist ein britischer Ornithologe, Vogelfotograf und Direktor eines Ökotourismus-Unternehmens.

## Leben
In seinen Jugendjahren unternahm Eaton Vogelerkundungstouren durch Europa, Nordamerika und Asien. Seit seinem Studienabschluss, wo er in den Sozialwissenschaften graduierte, hat er seine Vogelbeobachtungsaktivitäten auf Indien und Südostasien konzentriert, die Vögel studiert und gründliche Kenntnisse über ihre Bestimmung, ihre Lautäußerungen und Verhaltensweisen gewonnen. Dies führte zur Entdeckung von mehreren bisher unbeschriebenen Arten in Indonesien, darunter eine Papageiamadinen-Art von Timor. 2021 gehörte er zu den Erstbeschreibern des Meratusbrillenvogels (Zosterops meratusensis) sowie des Meratusblauschnäppers (Cyornis kadayangensis) aus Süd-Kalimantan. 2025 beschrieb er die Honigfresserart Myzomela babarensis von der Insel Babar. Daneben ist Eaton ein versierter Fotograf, dem es gelang, einige Vogelarten wie die Silbertaube kurz nach ihrer Wiederentdeckung zu fotografieren. Er ist Mitglied im Oriental Bird Club, zu dessen Fotodatenbank er über 2000 Fotografien beisteuerte. Auch im Handbook of the Birds of the World sind Aufnahmen von ihm veröffentlicht. 2017 wurde Eaton mit der Dissertation Status, distribution and conservation of taxonomically cryptic bird species (Aves) across insular Southeast Asia zum Ph.D. an der Oxford Brookes University promoviert.
2007 gründete Eaton mit seinem Geschäftspartner Robert Owen Hutchinson in Derby das Ökotourismus-Unternehmen Birdtour Asia Limited, wo er als Tourleiter und Direktor tätig ist. Eaton betrieb über 13 Jahre Feldarbeit auf über 70 Inseln des indonesischen Archipels, was in der Veröffentlichung von 63 Manuskripten und Artikeln gipfelte. 2016 erschien im Verlagshaus Lynx Edicions in Zusammenarbeit mit Bas van Balen, Nick W. Brickle und Frank E. Rheindt der Feldführer Birds of the Indonesian Archipelago: Greater Sundas and Wallacea. Im Jahr 2021 wurde eine zweite, überarbeitete Auflage veröffentlicht.
Eaton ist ein engagierter Naturschützer mit einem besonderen Interesse daran, dem illegalen Vogelhandel in Asien durch Beobachtung und Überwachung von Vogelmärkten ein Ende zu setzen.